# Pro forma
Pro forma este o expresie derivată din limba latină care semnifică modul de a efectua ceva superficial, doar în scopul de a răspunde unei cerințe minimale sau unei convenții. Termenul similar în limba română este de formă.

## În tranzacțiile comerciale
Factura Proforma (Pro Forma) este furnizată în avans de vânzător către cumpărător, înaintea efectuării efective a tranzacției, specificându-se prețurile și termenii tranzacției. În principal este utilizată pentru a declara valoarea tranzacției. Nu este o factură adevărată, deoarece aceasta nu este înregistrată în contabilitatea vânzătorului sau cumpărătorului. Pe baza ei cumpărătorul poate efectua plata către vânzător, sau poate angaja începerea altor tranzacții comerciale cu terți. Efectuarea plății de către cumpărător reprezintă un accept de începere și derulare a tranzacției comerciale, finalizat cu livrarea de bunuri sau servicii și a documentelor finale, după cum au stabilit părțile implicate. 

## Lege
În drept, hotărârile judecătorești pro forma urmăresc doar să faciliteze procesul juridic (într-adevăr, pentru a muta lucrurile de-a lungul).
Publicul pro forma este folosit pentru a se supune unei cereri oficiale. De exemplu, un auditor pro forma poate fi audiat pentru ca un judecător să dispună prezentarea unei anumite dovezi sau să programeze o altă dată.